# 果子狸
果子貍屬是食肉目灵猫科棕櫚貍亞科的一個單型屬，於1831年由英國動物學家约翰·爱德华·格雷發表描述，其下僅包含果子貍（Paguma larvata）一物種，也被歸為口語“麝香貓”的一種。
果子貍又名花面狸、白鼻心、果子狸、果子猫，分布於喜馬拉雅山區、臺灣、中國華南與東南亞等地，族群數量較多，被IUCN列為無危物種。2003年，廣東市場販賣的果子貍被檢測出SARS病毒，與人類SARS病毒的序列高度相似，可能是造成SARS事件之病毒直接來源，但不是其自然宿主。

## 特征

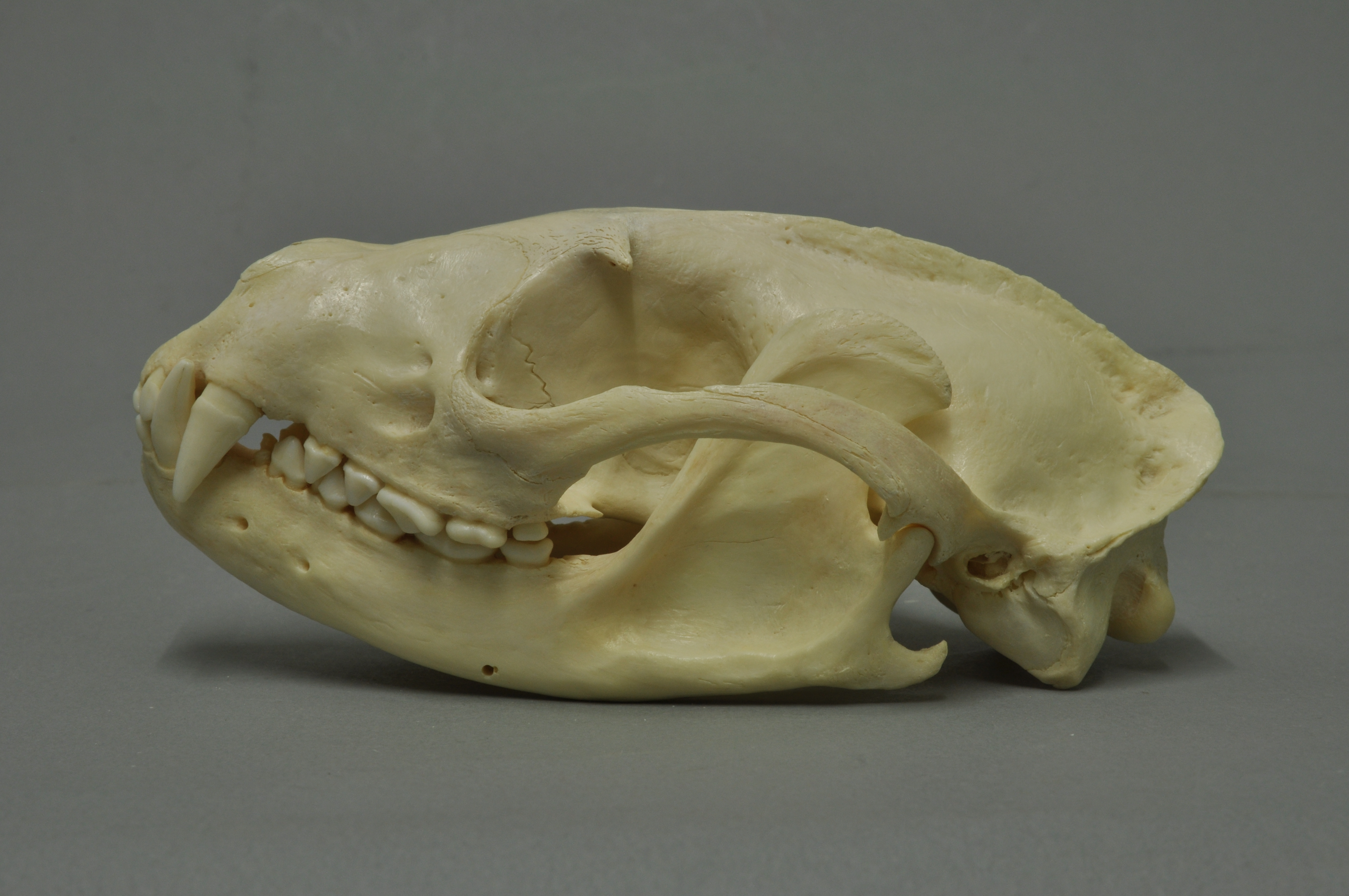
果子貍的頭骨

果子狸的外表與棕櫚貍亞科的其他動物相似，但沒有斑點或條紋，其毛色為赤色至灰色，臉部則為灰色與白色相間。躯体瘦长，四肢粗短，成年个体长45-65公分，重4.5-8千公克。果子狸趾端有爪，非常锋利，颜面狭长，鼻吻前突，颈短面粗，眼睛大而圆，两耳较小，上层背部两侧有20根黑白相间、富有弹性的胡须，头部被毛有7块大小不同黑、白相间的斑块，故称花面狸。掌面皮肉增厚，富有弹性。尾巴粗壮有力，长30—40公分，约占体长的2／3，在跳跃、攀登时能起平衡作用。肛門附近有臭腺，遭遇敵人時會釋出異味藉此嚇跑敵人。

## 分布
果子狸的分布範圍包括印度次大陸北緣的喜馬拉雅山區、安達曼群島、尼科巴群島、孟加拉、緬甸、泰國、馬來半島、越南、柬埔寨、印尼、臺灣與中國華南等地，並於1927年起由日治台灣引入日本，多生活在中低海拔的常綠森林與落葉林中。

## 习性
果子狸為雜食性動物，以鼠、鳥類等動物與無花果、香蕉、芒果的水果與葉為食，另外也食用軟體動物和節肢動物，並有食用蛙與蛇的紀錄。果子狸善攀岩，為昼伏夜出的夜行性动物。

## 分類
果子狸有17个亚种，包括：
- 海南亚种 - P. l. hainana
- 西南亚种 - P. l. intrudens
- 藏南亚种 - P. l. lanigerus
- 指名亚种 - P. l. larvata
- 印缅亚种 - P. l. neglecta
- 察隅亚种 - P. l. nigriceps
- 秦巴亚种 - P. l. reevesi
- 台湾亚种 - P. l. taivana

## 古代记载

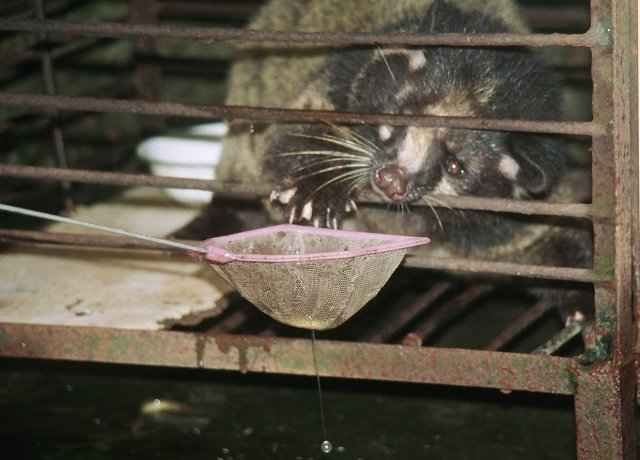
中国四川自贡人民公园动物园所饲养的果子狸

清乾隆年间的满汉席，已有梨片伴蒸果子狸。

## 果子狸与严重急性呼吸道综合征（SARS）
在华南，特别是在云贵高原及两广地区，果子狸常被食用，因此医学界许多人士认为人类通过食用果子狸而感染严重急性呼吸道综合征。SARS事件爆發後，廣東市場中的果子貍被驗出SARS病毒，且序列與感染人類的SARS病毒高度相似，广东防治SARS科技攻关组的专家们在“广东省传染性非典型肺炎（SARS）防治研究”科技成果的鉴定会上认定：果子狸是人類SARS病毒的直接來源。不过後續研究發現果子狸只是严重急性呼吸道综合征病毒的中间宿主，本身也是被其他動物感染，該病毒的自然宿主是中华菊头蝠等蝙蝠。

## 果子狸的养殖
果子狸的人工养殖大约是从1980年代开始的。在果子狸的驯养中，经常会遇见的疾病主要是腹泻、食欲不振、便秘、病毒性肠炎。

## 流行文化
金庸在《神鵰俠侶》裡寫道：“那百粵之地毒蛇作羹，老貓燉盅，斑魚似鼠，巨蝦稱龍，肥蠔炒響螺，龍蝨蒸禾蟲，烤小豬而皮脆，煨果狸則肉紅，洪七公如登天界，其樂無窮。”

## 保护
本种于2023年被收录入《有重要生态、科学、社会价值的陆生野生动物名录》。